# گری لوئیس (موسیقی‌دان)

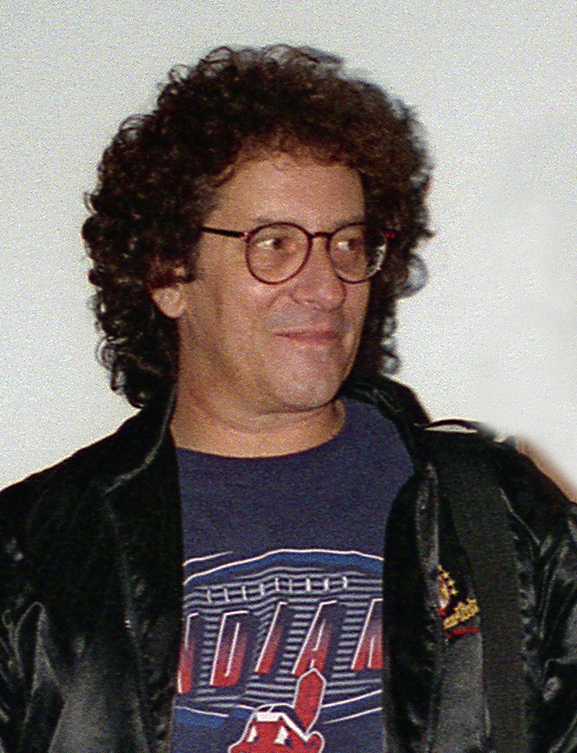
Gary Lewis 1996.

گری لوئیس (به انگلیسی: Gary Lewis) (متولد ۳۱ ژوئیه ۱۹۴۵) یک موسیقی‌دان آمریکایی است که رهبر گری لوئیس و پلی‌بویز (گروه پاپ و راک آمریکایی دههٔ ۱۹۶۰) بود. او پسر جری لوئیس کمدین سرشناس آمریکایی است.